# 迪尔克·布林克曼
迪尔克·布林克曼（德語：Dirk Brinkmann，1964年10月2日—），德国男子曲棍球运动员。他曾代表西德国家队参加1984年和1988年夏季奥林匹克运动会曲棍球比赛，获得二枚银牌。